# Basilika Madonna di Tirano

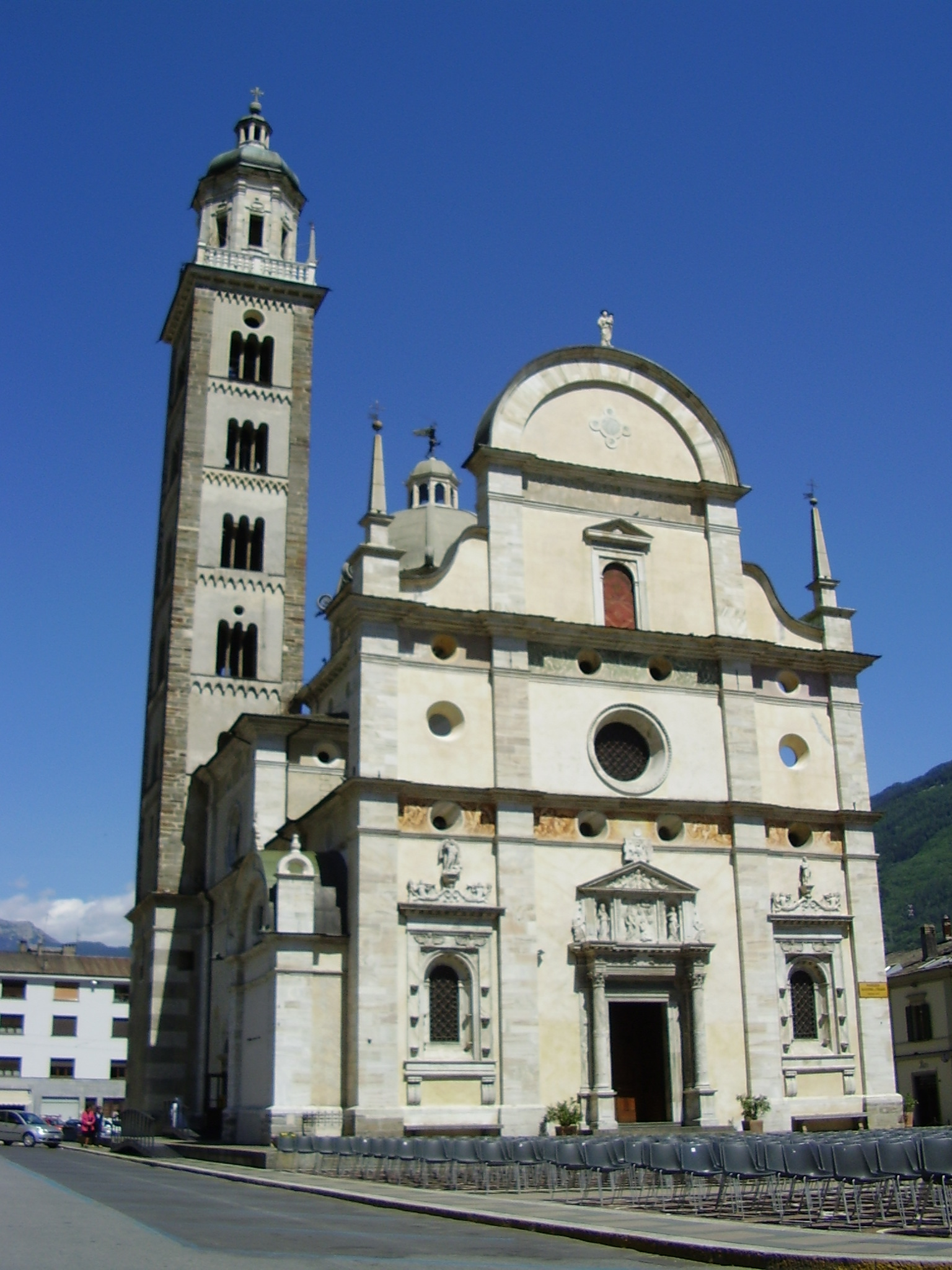
Basilika Madonna di Tirano

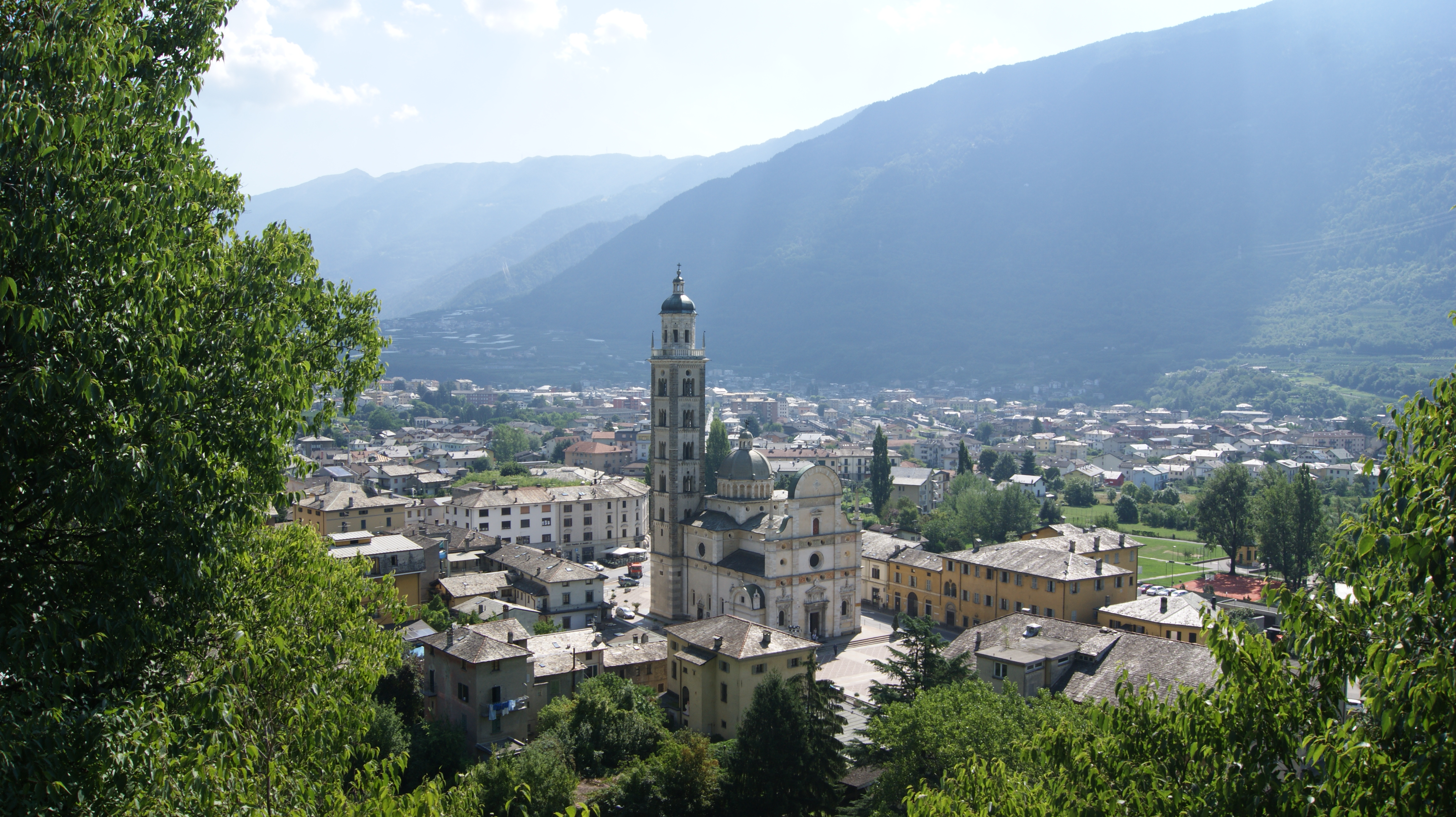
Blick von Santa Perpetua nach Tirano

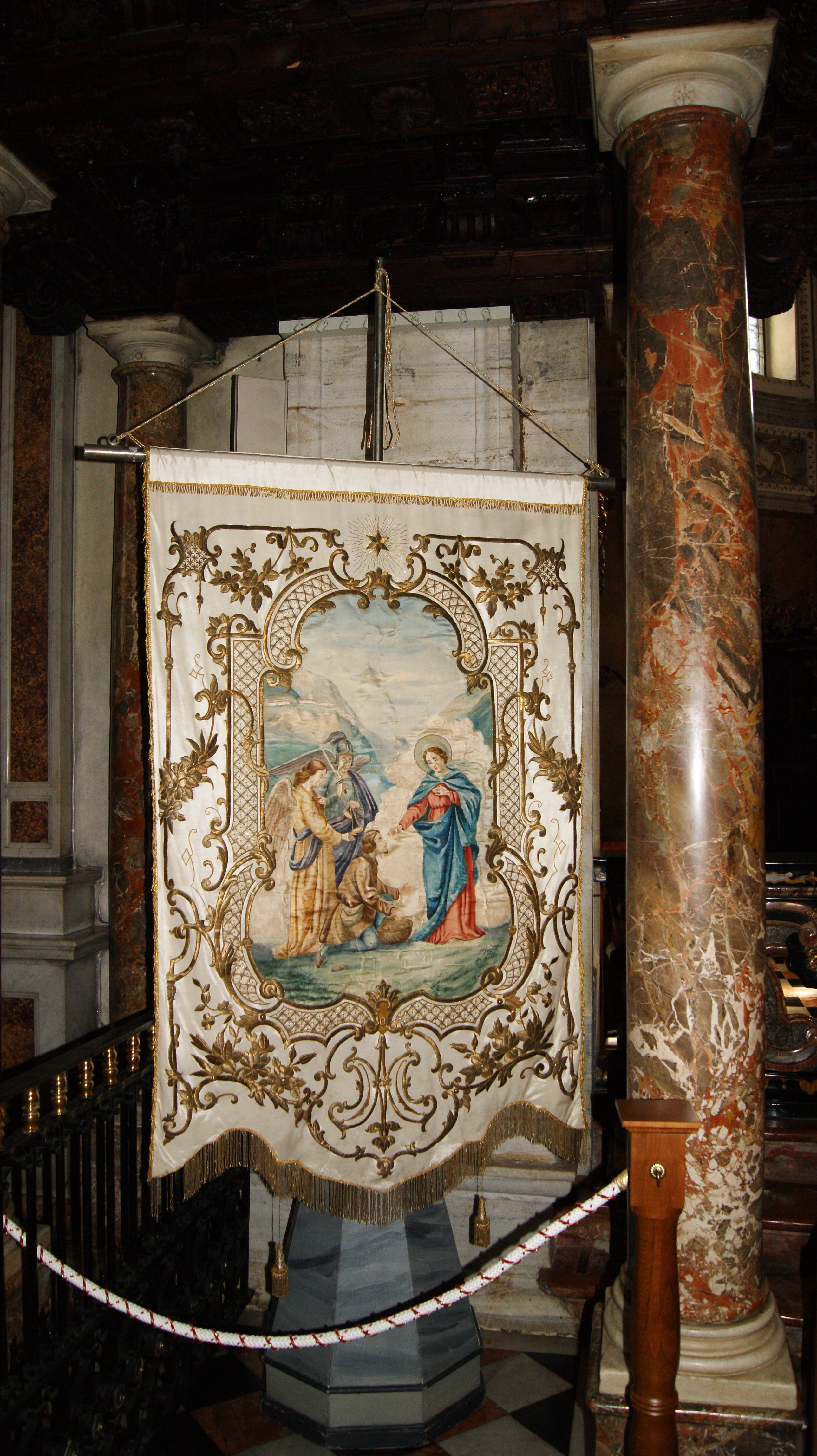
Banner über die Verkündigung an Mario Homodei durch die Jungfrau Maria

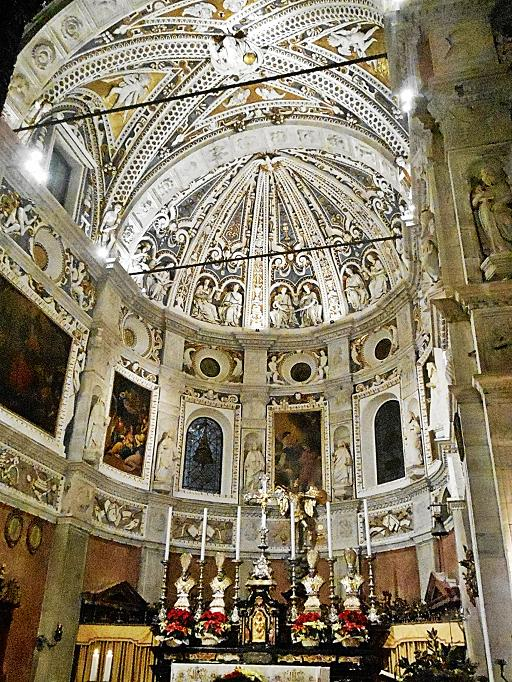
Apsis

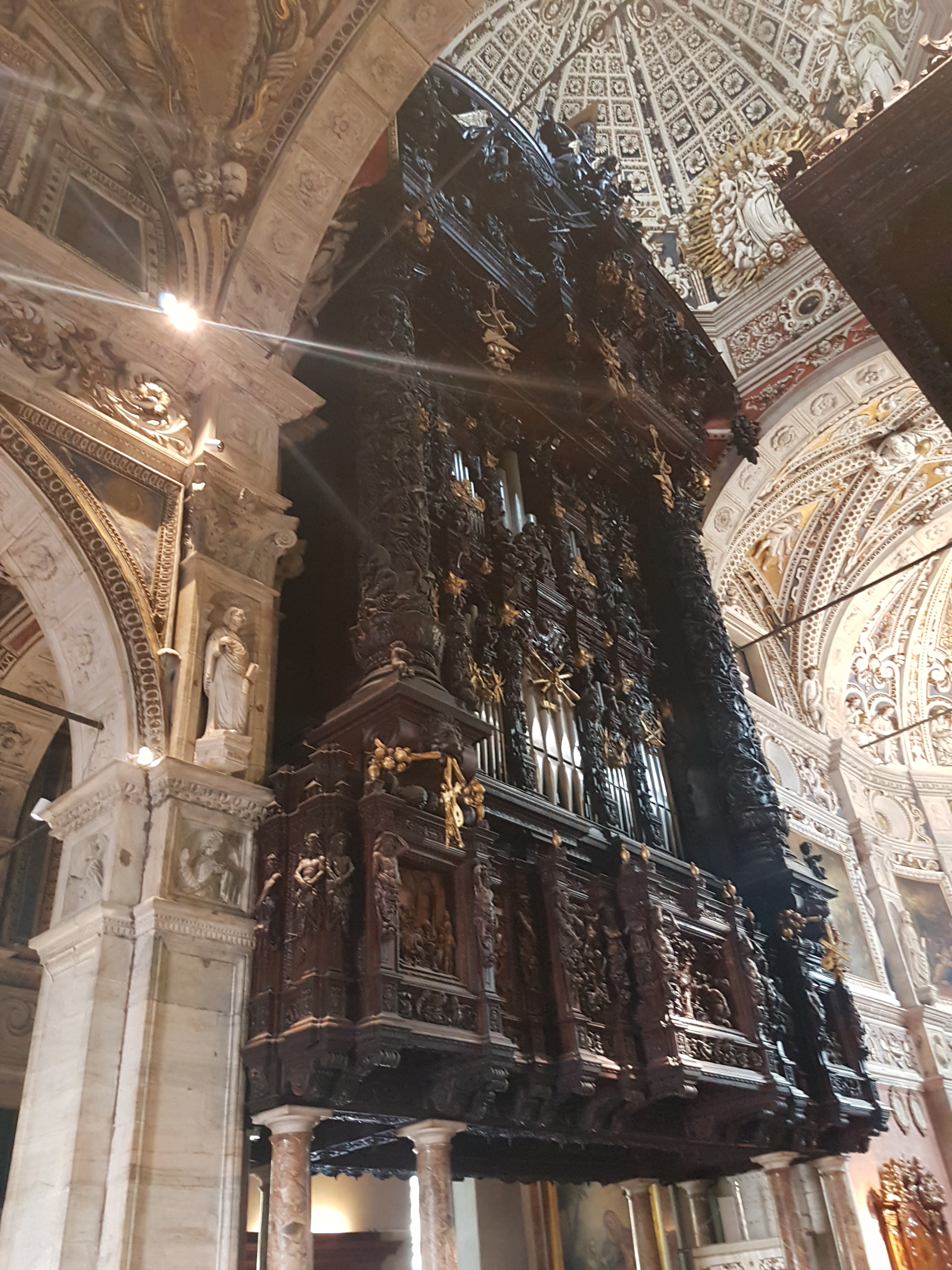
Orgel

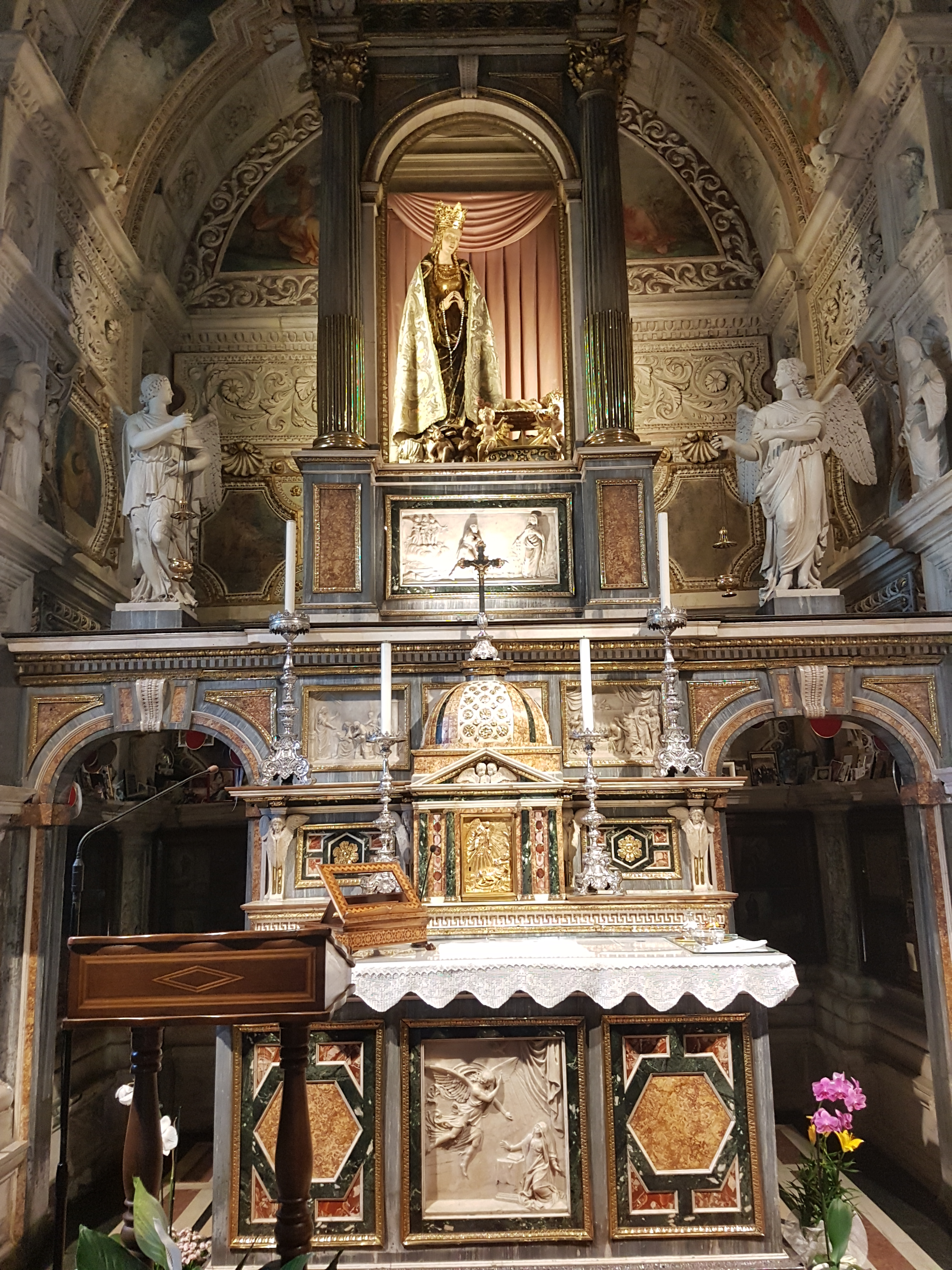
Seitenkapelle der Muttergottes – das zentrale Element des Heiligtums

Die Basilika Madonna di Tirano (auch: Santuario della Madonna di Tirano) ist eine römisch-katholische Basilika in Tirano am Eingang des Puschlavs, nahe der Schweizer Grenze in der italienischen Provinz Sondrio, Region Lombardei. Die Kirche gehört zur Kirchenregion Lombardei, dem Bistum Como, und ist der Muttergottes gewidmet.

## Lage und Geschichte
Die Basilika – außen im Stil der Renaissance – liegt etwa 15 Gehminuten vom Zentrum von Tirano entfernt am Fuße der Kirche Santa Perpetua. Während der Bauzeit lag die Basilika außerhalb der Stadtmauern. Die 1528 eingeweihte Kirche wurde laut einer Legende dem Feigenpflücker Mario Homodei von der Jungfrau Maria persönlich in Auftrag gegeben. Sie erlöste dafür die Stadt Tirano und Umgebung von der Pest. Mario Homodei (auch: Omodei) sei die Gottesmutter in der Morgendämmerung am 29. September 1504, dem Fest des Hl. Michael, an dem Ort erschien, an welchem heute die Basilika steht (damals ein Gemüsegarten).
Bis zum Bau der Basilika wurde eine Behelfskapelle errichtet. Am 25. März 1505 (Tag der Verkündigung des Herrn) wurde der Grundstein gelegt. Die Brüder Rodari: Tommaso, Giacomo, Donato und Bernardino aus Maroggia am Luganersee (Tessin) waren vermutlich die Baumeister bzw. maßgeblich an den Ausführungen beteiligt. Der Entwurf des Gebäudes soll von Tommaso Rodari stammen. 1513 wurde der äußere Teil der Basilika vollendet. Zahlreiche Künstler und Handwerker wirkten in den folgenden Jahrhunderten am Bau und Ausbau der Basilika mit. So z. B. Pompeo Bianchi senior (* um 1550 in Campione d’Italia; † nach 1600 ebenda), der Ingenieur an der Dombauhütte in Como war und um 1580 die Kuppel der Wallfahrtskirche baute oder Giuseppe Bianchi (* um 1560 in Moltrasio; † nach 1606 ebenda?), der als Stuckateur 1595 die Stuckaturen in der Wallfahrtskirche geschaffen hat (1609 wurde er zum Domarchitekten in Como ernannt). Das große Portal wurde zwischen 1530 und 1534 von Alessandro della Scala geschaffen der Bruder von Tommaso Rodari, Giacomo Rodari soll wesentlich die großen Fenster und Seitentüren gestaltet haben.
Die Basilika wurde am 14. Mai 1528 vom Bischof von Como, Cesare Trivulzio gesegnet und geweiht. Der Heilige Karl Borromäus soll die Basilika 1580 besucht haben.
Papst Pius XI. verlieh der Kirche 1927 den Rang einer Basilica minor.
1946 verkündete Papst Pius XII., dass die Heilige Jungfrau von Tirano der „besondere himmlische Patron von ganz Valtellina“ sei (gemeißelte Inschrift in der Kirche). 2003 wurde die Basilika zum „Diözesanheiligtum“ erklärt.

## Gebäude

### Außen
Die Basilika besteht aus einem Schiff mit etwa 20 Metern Länge und 14 Metern Breite mit zwei Seitenschiffen und folgt dem Grundriss des lateinischen Kreuzes. Das Hauptportal ist von der Stadt (Viale Italia) abgewandt und mit mehreren Rundfenstern ausgestattet. Mit dem Bau des Glockenturms wurde 1578 begonnen. Dieser wurde erst 1641 von Pietro Marni aus Bormio fertiggestellt. Im unteren Teil der oberen Hälfte des Kirchturms, in Richtung des Stadtzentrums (zum Piazza Basilica), befindet sich eine Uhr mit heute kaum mehr sichtbarem Ziffernblatt mit römischen Ziffern.

### Innen
Der Innenraum – weitgehend im Stil des Barock – weist eine erhebliche Anzahl an Gemälden, Skulpturen, Stuckelementen und anderen Dekorationsgegenständen auf. Jeder verfügbare Raum in der Basilika scheint gefüllt zu sein. Der Hauptaltar im barocken Stil wurde 1748 mit Intarsien versehen.
Gegenüber der reichverzierten Orgel in dunklem Holzgehäuse befindet sich im ähnlichen Stil und Farbgebung die Kanzel.
Ein besonderer Schrein mit der Gottesmutter in der Mitte, weist zwei Flügel auf, auf denen die beiden Pestheiligen, links der heilige Rochus und rechts der heilige Sebastian, abgebildet sind.

### Orgel
Die den Kirchenraum sehr dominierende, mit einem reich geschnitzten Holzkorpus versehene, und aufgeständerte Orgel wurde 1608 von Giuseppe Bulgarini (1608–1617) aus Brescia begonnen und 1638 von G. Battista Salmoiraghi (1638–1650) aus Mailand fertiggestellt.
Über dem Hauptportal auf einer Empore befindet sich in einem cremefarbenen Gehäuse mit Pilastern und Verzierungen eine weitere Orgel.

## Heiligtum
Das Heiligtum in der Basilika ist der zentrale Ort von religiöser Bedeutung der Wallfahrtskirche, dem eine besondere Verehrung und Wertschätzung zukommt. Das Heiligtum (lat.: Sanctuarium) wird täglich von Pilgern und Hilfesuchenden aufgesucht und die Muttergottes angerufen (Marienheiligtum).

## Trivia
Neben der Kirche befindet sich das Museo Etnografico Tiranese und vor der Kirche, dem Kirchplatz (Piazza Basilica), fährt direkt die Berninabahn vorbei.